# Immeuble au 20, rue Samaritaine à Bourg-en-Bresse
L'immeuble au 20 rue Samaritaine est un immeuble de Bourg-en-Bresse dans l'Ain.

## Protection
L'escalier et la rampe en fer forgé sur cour font l’objet d’une inscription au titre des monuments historiques depuis le 13 mars 1950. 